# Rubredossina-NAD(P)+ reduttasi
La rubredossina-NAD(P)+ reduttasi è un enzima appartenente alla classe delle ossidoreduttasi, che catalizza la seguente reazione:
rubredossina ridotta + NAD(P)+ ⇄ rubredossina ossidata + NAD(P)H + H+
L'enzima di Pyrococcus furiosus richiede FAD. Riduce un grande numero di trasportatori di elettroni (tra cui il benzilviologeno, il menadione ed il 2,6-dicloroindofenolo), ma la rubredossina resta il miglior substrato. La ferredossina non viene utilizzata.